# BlizzCon
BlizzCon er et konvent, der holdes af Blizzard Entertainment for at fejre deres store franchises: Warcraft, Starcraft, Diablo og Overwatch. Det blev afholdt for første gang i oktober 2005 i Anaheim Convention Center, der ligger i Anaheim, Californien i USA. BlizzCon har siden været afholdt som det fremgår af nedestående skema.
Flere kunstnere har optrådt; The Offspring, Tenacious D, Foo Fighters, Ozzy Osbourne, Blink-182, Metallica, Linkin Park og Blizzards eget in-house band.

## Liste af BlizzCons
| År   | Dato                         | Deltagere | Offentliggørelse                                                             | Betanøgle              | World of Warcraft item                                    | Starcraft 2 item                                  | Diablo III item                                      | Hearthstone: Heroes of Warcraft item | Heroes of the Storm item | Spilbare spil |
| ---- | ---------------------------- | --------- | ---------------------------------------------------------------------------- | ---------------------- | --------------------------------------------------------- | ------------------------------------------------- | ---------------------------------------------------- | ------------------------------------ | ------------------------ | --- |
| 2005 | 28-29. oktober               | 8.000     | World of Warcraft: The Burning Crusade                                       | The Burning Crusade    | "Murky the Murloc"-pet                                    |                                                   |                                                      |                                      |                          | StarCraft: Ghost, The Burning Crusade |
| 2007 | 3-4. august                  | 13.000    | World of Warcraft: Wrath of the Lich King                                    | Wrath of the Lich King | "Murloc Costume" (kosmetisk model-skift)                  |                                                   |                                                      |                                      |                          | StarCraft II, Wrath of the Lich King |
| 2008 | 10-12. oktober               | 15.000    | StarCraft II som en trilogi, Diablo III Wizard klasse                        | StarCraft II           | "Big Blizzard Bear"-mount (isbjørn med baby murloc)       |                                                   |                                                      |                                      |                          | Wrath of the Lich King, StarCraft II, Diablo III |
| 2009 | 21-22. august[kilde mangler] | 20.000    | World of Warcraft: Cataclysm, Diablo III Monk klasse                         |                        | "Grunty the Murloc Marine"-pet                            |                                                   |                                                      |                                      |                          | Cataclysm, Starcraft II, Diablo III |
| 2010 | 22–23. oktober               | 27.000    | Diablo III Demon Hunter klasse                                               | Diablo III             | "Deathy"-pet (murloc der ligner Deathwing)                | Murloc Marine Portrait og Deep-Sea Decals         |                                                      |                                      |                          | Cataclysm, Starcraft II, Diablo III |
| 2011 | 21–22. oktober               | 26.000    | World of Warcraft: Mists of Pandaria Monk klasse                             |                        | "Murkablo"-pet (murloc der ligner Diablo)                 | PanTerran Marine Portrait og Fist of Furry Decals |                                                      |                                      |                          | Mists of Pandaria, StarCraft II: Heart of the Swarm, Diablo III |
| 2013 | 8–9. november                | 26.000    | World of Warcraft: Warlords of Draenor                                       |                        | Murkalot, en Murloc Crusader (klasse fra Reaper of Souls) | Tearin' Stitches Portrait og Stiches' Hook Decal  | Mark of Death Banner Shape, Pattern, Sigil og Accent | Elite Tauren Chieftain Gold Card     |                          | Warlords of Draenor, Diablo III: Reaper of Souls, Heroes of the Storm, Hearthstone: Heroes of Warcraft                                                                 |
| 2014 | 7–8. november                | 26.000    | Overwatch, Hearthstone: Goblins Vs. Gnomes, StarCraft II: Legacy of the Void |                        | Grommloc, en murloc med udseende som Grom Hellscream      |                                                   | Warlords of Draenor våben transmogrifikation         | Blizzard 2014 kortbagside            | Nexus Charger Mount      | Diablo III: Reaper of Souls, Hearthstone: Heroes of Warcraft, Heroes of the Storm, StarCraft II: Legacy of the Void, World of Warcraft: Warlords of Draenor, Overwatch |
| 2015 | 6-7. november                |           |                                                                              |                        | Murkidan, en murloc med udseende som Illidan              |                                                   |                                                      | Blizzard 2015 kortbagside            | Nexus Battle Beast Mount | |

## Elite Tauren Chieftain
Elite Tauren Chieftain (ETC) er et amerikansk thrash metal og comedy rock band, hvor alle bandets medlemmer også arbejder for Blizzard Entertainment og spiller i World Of Warcraft. De har spillet til BlizzCon i 2005 og '07. Deres numre kan høres i diverse af Blizzards spil og findes som bonus track i Guitar Hero III: Legends of Rock til download for konsollerne Xbox 360 og PlayStation 3.

### Medlemmer
- Samuro (Samwise Didier) – forsanger
- Sig Nicious (Chris Sigaty) – lead guitarist
- Bergrisst (Dave Berggren) – rytme guitarist
- Mai'Kyl (Mike Morhaime) – bassist
- Chief Thunder-Skins (Alan Dabiri) – trommeslager

#### Tidligere medlemmer
- Arthas Menethil – lead guitarist (2003)

### Navneændring
Før 2014 har bandet heddet; Level 10, 60, 70, 80, "The Artists Formerly Known as Level 80" og 90 Elite Tauren Chieftain. Deres navneændringer ser ud til at følge det højeste level, man kan opnå i World of Warcraft.

## Billedgalleri
- Ben Schulz, bedre kendt som paladin Leeroy Jenkins, BlizzCon 2007
- Ozzy Osbourne, BlizzCon 2009
- Tenacious D, BlizzCon 2010
- Eksempler på cosplay-kostumer, af en Paladin og Priest (th.)
- Eksempel på cosplay-kostume, af Illidan Stormrage
- Eksempel på cosplay-kostume, af Kael'thas Sunstrider
- Eksempel på cosplay-kostume, af Vashj